# Nathalie Becquart
Nathalie Becquart (Fontainebleau, 1969) és una religiosa catòlica francesa i membre de la Congregació La Xavière. Va ser nomenada consultora del Sínode de Bisbes de l’Església catòlica el 2019 i nomenada una de les seves subsecretàries el 2021. Del 2008 al 2018 va supervisar el Servei Nacional per a l’Evangelització dels Joves i les Vocacions (SNEJV) de la Conferència Episcopal de França.

## Joventut
Es va graduar a HEC París el 1992, amb especialitat en emprenedoria. Va ser voluntària al Líban durant un any i després va treballar durant dos anys com a consultora en màrqueting-comunicació.
El 1995 es va incorporar a la Congregació La Xavière. Després d’un postulat a Marsella i dos anys de noviciat, va anar a la missió durant tres anys a l'equip nacional dels Scouts de France, encarregada del programa Plein Vent (ajuda en barris obrers), va estudiar teologia i filosofia al Centre Sèvres (seminari jesuïta de París) i sociologia a l’Escola d’Estudis Avançats de Ciències Socials. Després va fer un curs de teologia a la Boston College School of Theology and Ministry per especialitzar-se en eclesiologia realitzant investigacions sobre la sinodalitat.

## Formadora
Tan bon punt es va unir a la congregació, Becquart va començar a donar suport als joves dins de la Xarxa de Joves Ignacians (coneguda com a Xarxa Magis). Va ser presidenta de l'associació "La vida al mar, entrada a la pregària", que ofereix als joves retirs espirituals en velers i anima molts mariners a ser guies espirituals. En la seva joventut havia gaudit de vacances al mar. El 2006 es va fer responsable de la capellania dels estudiants de Créteil. El 2008 la Conferència dels Bisbes de França la va nomenar subdirectora de pastoral estudiantil i el 2012 directora del servei nacional per a l'evangelització dels joves i per a les vocacions. Això va conduir a la seva participació en la preparació del sínode dels bisbes sobre "Els joves, la fe i el discerniment professional", tant a França com a Roma, on va ser nomenada coordinadora general del presínode de joves el març del 2018 i auditora per a aquesta quinzena Assemblea General Ordinària del Sínode dels Bisbes sobre joves l'octubre del 2018.

## Sínode dels bisbes
El 24 de maig de 2019 va ser nomenada, juntament amb 4 dones i 1 home, consultora del secretariat general del Sínode dels Bisbes de l’Església Catòlica. Aquesta va ser la primera vegada que es va designar a dones per ocupar aquest càrrec. Va considerar el nomenament com una part de l'esforç del papa Francesc “per implementar la sinodalitat a tots els nivells de la vida de l’Església” i per beneficiar-se de la important contribució que poden fer les dones. Becquart va indica que seria un pas simbòlic que es demanés a una dona que dirigís la trobada de la cúria romana algun any.
El 6 de febrer de 2021, el papa Francesc la va nomenar subsecretària del Sínode dels Bisbes, convertint-la en la primera dona amb dret a vot en el Sínode Catòlic dels Bisbes.
Va formar part de la llista de les 100 dones més inspiradores de la BBC del 2022.